# Közfeladatot ellátó személy
Közfeladatot ellátó személyek tágabb értelemben azok a személyek, akik közösségi célok, társadalmi normák megvalósítása, végrehajtása érdekében jogszabályok alapján közfeladat ellátására alkalmasnak minősített szervek képviseletében eljárnak a társadalom egyedeivel szemben, illetve közvetítenek feléjük. :A közfeladatot ellátó személyek körét  a Büntető Törvénykönyv  határozza meg.	

## A közfeladatot ellátó személyek köre
- a postai szolgáltató végrehajtó vagy biztonsági szolgálatot ellátó alkalmazottja, a közforgalmú tömegközlekedési eszközt működtető gazdálkodó szervezetnél végrehajtó vagy biztonsági szolgálatot ellátó személy, továbbá a közúti személyszállítási szolgáltatást végző más személy (pl.: MÁV jegyvizsgáló, postai kézbesítő, MÁV forgalomirányító, forgalmi szolgálattevő)
- a Magyar Honvédség szolgálati feladatot teljesítő katonája
- a polgári védelmi szervezetbe beosztott és polgári védelmi szolgálatot teljesítő személy
- a mentőszolgálat tagja (pl.: mentőorvos, mentőszolgálat gépkocsivezetője, elsősegélynyújtásban közvetlenül részt vevők)
- a bírósági vagy más hatósági eljárásban a védő vagy a jogi képviselő, a szakértő, és a hivatalos személynek nem minősülő kézbesítési végrehajtó (pl.: védő lehet ügyvéd, terhelt törvényes képviselője, nagykorú hozzátartozója)
- az egészségügyről szóló törvényben meghatározott esetben az egészségügyi dolgozó, valamint az egészségügyi szolgáltatóval munkavégzésre irányuló jogviszonyban álló más személy, akik feladata:
  - a látlelet kiadása
  - a keresőképesség, illetve a munkaképesség-csökkenés mértékének elbírálása
  - a munka-, illetve pályaalkalmasság elbírálása
  - az egészségügyi alkalmassághoz kötött engedélyek kiadására irányuló eljárásban végzett vizsgálatok
  - az egyéb egészségügyi, egészségbiztosítási vagy szociális ellátásra való jogosultság megállapítására irányuló eljárásban végzett vizsgálatok
  - a kötelező népegészségügyi intézkedések ellátása
  - a hatóság megkeresésére vagy megrendelésére végzett vizsgálat, illetve beavatkozás
  - az ügyeleti szolgálat, illetve sürgősségi ellátás
- a közoktatásról szóló törvényben meghatározott esetben a pedagógus, illetőleg a nevelő és oktató munkát közvetlenül segítő alkalmazott, valamint a felsőoktatásról szóló törvényben meghatározott esetben a felsőoktatási intézmény oktatója, tanára, tudományos kutatója (pl: óvodai nevelő munkában résztvevő, kollégiumi nevelő, egyetemi tanár)
- az állami, önkormányzati, önkéntes és létesítményi tűzoltóság tűzoltói feladatot ellátó tagja
- a rendőrségről szóló törvényben meghatározott körben a lakosság élet- és vagyonvédelmének biztosítása érdekében létesült társadalmi önvédelmi szervezet tagja, a közbiztonság javítására irányuló tevékenysége közben (pl.: polgárőrség)
- a lelkiismereti és vallásszabadságról, valamint az egyházakról szóló törvény szerint nyilvántartásba vett egyház lelkésze
- a gyermekek védelméről és a gyámügyi igazgatásról szóló törvényben, valamint a szociális igazgatásról és a szociális ellátásokról szóló törvényben meghatározott munkakörben foglalkoztatott személy e tevékenysége gyakorlása során (pl.: gyám, gyámi tanácsadó, szociális gondozó, hajléktalanokkal foglalkozó utcai munkás, szenvedélybetegekkel foglalkozó szociális gondozó)

## A pedagógusok mint közfeladatot ellátó személyek
A Belügyminisztérium 2024. május 15-én az alábbi közleményt adta ki:

„Továbbra is közfeladatot ellátó személyek a pedagógusok, így az ellenük elkövetett bűncselekmények kiemelten büntetendők 

A megjelent sajtóhírekkel ellentétben a pedagógusok és a nevelő és oktató munkát közvetlenül segítő munkakörben foglalkoztatottak továbbra is közfeladatot ellátó személyek. Az ellenük elkövetett bűncselekmények – ha azoknak a közfeladat ellátásával való összefüggése megállapítható – megítélése során őket a Büntető Törvénykönyv közfeladatot ellátó személyként sorolja fel.
Attól, hogy 2024. január 1-jétől a köznevelési törvényből ideiglenesen kikerült egy bekezdés, a pedagógusok, mint e feladatokat ellátók, nem vesztették el közfeladatot ellátó személy minőségüket. A köznevelési törvény és a Büntető Törvénykönyv közötti szabályozási koherencia 2024. január 1-jét követően is fennállt, és a pedagógusok 2024. január 1. és 2024. május 10. között is közfeladatot ellátó személynek minősültek. A felmerülő esetleges jogalkalmazási nehézségek megelőzése, a folyamatos és egységes joggyakorlat biztosítása érdekében a jogalkotó 2024. május 11-től hatályosan úgy módosította a köznevelési törvényt, hogy a pedagógusok és a nevelést és oktatást segítő munkakört betöltők közfeladatot ellátó személy minőségéről szóló rendelkezés újra szó szerint szerepel a köznevelési törvény szabályai között.”